# Festival du film britannique de Dinard 2002
Le Festival du film britannique de Dinard 2002 s'est déroulé du 2 au 5 octobre 2002. C'est la 13e édition du Festival du film britannique de Dinard.

## Jury
|  | Nom                               | Qualité            | Nationalité |
|  | --------------------------------- | ------------------ | ----------- |
|  | Gérard Darmon (président du jury) | acteur             | France      |
|  | Xavier Beauvois                   | réalisateur        | France      |
|  | Alain Bévérini                    | acteur réalisateur | France      |
|  | Christine Boisson                 | actrice            | France      |
|  | Claire Devers                     | réalisatrice       | France      |
|  | Lou Doillon                       | actrice            | France      |
|  | Emilia Fox                        | actrice            | Royaume-Uni |
|  | Brian G. Gilbert                  | acteur             | Royaume-Uni |
|  | Patsy Kensit                      | actrice            | Royaume-Uni |
|  | Pascal Légitimus                  | acteur             | France      |
|  | Charlotte Valandrey               | actrice            | France      |
|  | Elsa Zylberstein                  | actrice            | France      |

## Films sélectionnés

### En Compétition
- Joue-la comme Beckham (Bend It Like Beckham) de Gurinder Chadha
- Bloody Sunday de Paul Greengrass
- Morvern Callar de Lynne Ramsay
- L'Amour, six pieds sous terre (Plots with a View) de Nick Hurran
- Room 36 de Jim Groom
- This Is Not a Love Song de Bille Eltringham

### Film d'ouverture
- Pour un garçon (About a Boy) de Chris Weitz et Paul Weitz

### Film de clôture
- All or Nothing de Mike Leigh

### Séance spéciale
- L'Homme du train de Patrice Leconte

### Hommage
- Ken Loach
- Guy Hamilton

## Palmarès
- Hitchcock d'or : Bloody Sunday de Paul Greengrass